# Frei Tamás
Frei Tamás (Pécs, 1966. május 21.) magyar újságíró, író, műsorvezető, üzletember.

## Élete
Frei Péter és Szili Judit gyermekeként született. Testvére Frei Zsolt fizikus.
Középiskolai tanulmányait a pécsi Nagy Lajos Gimnáziumban végezte. Egyetemi tanulmányait az ELTE Jogtudományi karán kezdte 1985–1986 között, majd tanult Moszkvában a Nemzetközi Kapcsolatok Intézetében (MGIMO) (1986–1989), Ausztria és Svájc szakterületen. Washingtonban médiamenedzsmentet, Svájcban, a berni rádió Nemzetközi Adások Főszerkesztőségében riporteri iskolát végzett majd a Tennessee Állami Egyetemen televíziózást hallgatott 1992–1993 között. Az Amerikai Egyesült Államokban forgatókönyvírást és dramaturgiát tanult. Ösztöndíjas volt a svájci közrádióban.
1988-tól interjúkat készített a 168 Órának, két évig hírt szerkesztett a Danubius Rádió német nyelvű adásának, de 1994-ben elbocsátották. 1991-ben a Magyar Rádió külpolitikai rovatánál kezdte pályáját, mint szerkesztő-riporter. Számtalan háborús helyszínen járt tudósítóként, Szomáliában, Boszniában, a kolumbiai kábítószer-háborúban. 1993–1995 között a Magyar Televízióban Esti Egyenleg című műsorát vezette, majd a Nap TV műsorvezető-riportere lett. 1996-ban indította el Frei Dosszié című műsorát a Magyar Televízióban, ahonnan az RTL Klubhoz igazolt, majd a TV2-n folytatta a pályafutását. 
Riportfilmjeit számtalan országban vetítették. Televíziós újságíróként a világ több mint 100 országában járt és interjúkat készített államfőkkel éppúgy, mint hollywoodi sztárokkal. 2007-ben elindította a "Cafe Frei" nevű kávézó-hálózatát, amely egyre több városban jelenik meg. Magyarországon 2021-ben a Cafe Frei több mint 60 kávézóval rendelkezett. 2013 óta már 7 országban nyitottak kávézót. A kávézólánc saját pörkölő és csomagolóüzemmel rendelkezik Szécsényben. Pásztón fagyasztó üzemet hoztak létre, ahol süteményeket és fagylaltokat készítenek és tárolnak.
Hat nyelven beszél.

## Magánélete
Évek óta külföldön él. Lakása van Budapesten, Miamiban, Nizzában és Firenzében. Első felesége Schranz Edit volt. Két gyermeke, egy lánya (Zsófia) és egy fia (Balázs) van. Házassága utáni leghosszabb kapcsolata Pardy Zsannához fűzte, több mint egy évtizeden át, de szakítás lett a vége. 2018-től Krisztina nevű hölgy a párja, akivel közös pont, hogy mindkettőjüknek nyitott a világ, ugyanis a partnere gyerekkorában Algériában francia iskolába járt.
A 2000-es évek elején egy televíziós műsor kapcsán Szulák Andreával Las Vegasban tartózkodtak, amikor a Little White Chapel kápolnában összeházasodtak, erről dokumentum is készült, azonban ezt követően nem lett közöttük házastársi viszony.

## Műsorai
- Dosszié (1996–1999)
- Mutató
- Frei Dosszié (2002–2008)
- A Riporter: Frei Tamás
- Testközelben
- A sztárok a fejükre estek (producer)

## Díjai
- Joseph Pulitzer-emlékdíj – 2 alkalommal, szerkesztőség tagjaként (Objektív, 168 óra)
- Opus-díj (1995)
- Magyarország Legjobb Televíziós Riportere
- Magyar Sajtópáholy tagja

## Könyvei
- Egy riporter dossziéja [12] (2001)
- Bábel (2019)[13]

### André-sorozat
- 1. A megmentő[12] (2010)
- 2. A bankár[12] (2012)
- 3. 2015 – A káosz éve és a magyar elit háborúja (2013)
- 4. Agrárbárók – Magyarország az oroszok csapdájában (2015)
- 5. Puccs Moszkvában – Putyin végnapjai (2023)[14]

## Külső hivatkozások
- Modellvilág Archiválva 2020. október 23-i dátummal a Wayback Machine-ben
- NOL – tévések képernyő nélkül, 2010. március 13.
- Frei Tamás a PORT.hu-n (magyarul)
- Frei Tamás az Internet Movie Database oldalon (angolul)